# モッシャー法
モッシャー法（モッシャーほう、Mosher's method）とは、1973年にハリー・モッシャー (Harry S. Mosher) らによって報告された、光学活性な二級アルコールや一級アミンの絶対立体配置の決定法である。構造決定の精度はあまり高くなかったため、現在では徳島大学薬学部の楠見武徳らにより改良された新モッシャー法が用いられている。

## 概要
基本的な原理としては、化合物にキラル補助剤のα-メトキシ-α-(トリフルオロメチル)フェニル酢酸 (α-Methoxy-α-(trifluoromethyl)phenylacetic acid, MTPA) を作用させてジアステレオマーとし、芳香環の磁気異方性効果による化学シフトの変化から、絶対立体構造を決定する方法である。X線回折法や円偏光二色性法などの他の絶対立体構造決定法と比較した際の利点として、結晶化が不要な事や、一般に普及しているNMR装置が利用可能である点が挙げられる。一方欠点として、立体障害の大きい化合物においては空間的な障害により必要な構造がとれない事により、構造の帰属に矛盾をきたす場合があることが挙げられる。
また感度の良い19F NMRを用いることで、2つのジアステレオマー間の、MTPA側のCF3のピーク強度の比から、化合物のエナンチオマー過剰率（ee）を決定することも可能である。

## 絶対立体構造決定法
化合物をラセミ体のまま (+)-MTPA 誘導体として2種類のジアステレオマーを得た後、MTPA のカルボニル酸素とトリフルオロメチル基及びアルコールのカルビノールプロトンをエクリプス位に配置すると、MTPA のベンゼン環と同一の空間配位を持つアルコール側プロトンのケミカルシフトが両ジアステレオマーの間で差が見られる。
この化学シフトの差は、芳香環の磁気異方性効果により (+)-MTPA のプロトンが (−)-MTPAと比較して高磁場シフトすることで生じており、このために (+)-MTPAのプロトンの化学シフト値から (−)-MTPAのそれを差し引いたものは一律にΔδ < 0となる。
このようにしてΔδ < 0のプロトン群とΔδ > 0のプロトン群に分ける事で、カルビノール炭素の絶対配置を明らかにする事が可能である。

## モッシャー法による構造決定の精度
モッシャー法には1Hと19FのNMR測定法が存在していたが、1973年頃のNMRの磁場は60 MHz程度であったため、1H NMRによる構造分析はまだまだ精度の低いものであった。そのため、モッシャー法では比較的精度の良かった19F NMRによる分析が用いられていた。しかし近年、19F NMRを用いたモッシャー法で構造決定が行われた化合物の構造を再調査したところ、その分析精度は40%から50%程度であった事が判明した。絶対構造の配座は (R) 体か (S) 体かの2つに1つ、適当に決めても50%であることを考えると、モッシャー法による絶対構造の決定はあまり有意義ではなかったと言わざるを得ない。